# Ximena Tamariz García
Ximena Tamariz García (Ciudad de México, 30 de octubre de 1979) es una política mexicana, miembro del Partido Acción Nacional (PAN). Fue diputada federal de 2015 a 2018.

## Biografía
Es licenciada en Ciencias Políticas y Administración Pública egresada de la Universidad Autónoma de Nuevo León (UANL), cuenta con diplomados y cursos en Estadística Aplicada; en Gobierno Electrónico; en Marketing Político; en Auditoría Interna; en Comerció Internacional; y, en Relaciones Internacionales. Es miembro del PAN desde 2008.
Ingresó a la administración pública en 2002 como jefa de temática de la oficina del gobernador de Nuevo León Fernando Canales Clariond, de 2003  a 2005 fue coordinadora de seguimiento a programas estratégicos en el ayuntamiento de San Pedro Garza García y de 2005 a 2006 secretaria particular del presidente municipal Alejandro Páez Aragón. En la siguiente administración municipal de San Pedro, encabezada por Fernando Margáin Berlanga, fue de 2006 a 2008 coordinadora de Planeación Estratégica y de 2008 a 2009 coordinadora de programas y proyectos; y en el siguiente ayuntamiento, presidido por Mauricio Fernández Garza, de 2009 a 2010 coordinadora Administrativa de la Secretaría de Desarrollo Social y Humano, de 2010 a 2013 coordinadora de Planeación; y, en 2013 en el ayuntamiento de Ugo Cortés Ruiz, coordinadora de Normatividad.
En 2015 fue elegida diputada federal por el Distrito 1 de Nuevo León a la LXIII Legislatura que tuvo término en 2018. En esta legislatura fue secretaria de las comisiones de Desarrollo Social; y, Para el desarrollo sustentable; e integrante de las comisiones de Derechos de la Niñez; de Fomento Cooperativo y Economía Social; y, de Deporte.